# ニクラス・フュルクルク
ニクラス・フュルクルク（Niclas Füllkrug, 1993年2月9日 - ）は、ドイツ・ハノーファー出身のサッカー選手。ウェストハム・ユナイテッドFC所属。ドイツ代表。ポジションはFW。

## 経歴
2006年からヴェルダー・ブレーメンのユースチームでプレーし、2012年にトップチーム昇格した。1月28日、バイエル・レバークーゼン戦でブンデスリーガデビューを果たし、3月24日、FCアウクスブルク戦で初ゴールを記録した。2013-14シーズンは2. ブンデスリーガのSpVggグロイター・フュルトに期限付き移籍した。
2014年6月26日、1.FCニュルンベルクに完全移籍で加入することが発表された。
2019年4月25日、ヴェルダー・ブレーメンに来季から復帰することが発表された。2022-23シーズン、16ゴールでブンデスリーガ得点王のタイトルを獲得した。
2023年8月31日、3年契約でボルシア・ドルトムントへ移籍することが決定し、推定される移籍金は1,300万ユーロに上ると見られている。9月29日、ホッフェンハイム戦で移籍後初ゴールを挙げた。チャンピオンズリーグ準決勝、パリ・サンジェルマンとの第1戦で決勝点を奪うなど、決勝に進出したが、決勝ではレアル・マドリードに敗れた。
2024年8月6日、移籍金約2700万ユーロでウェストハム・ユナイテッドFCに移籍することが発表された。

## 代表経歴
ドイツ代表として各年代でプレーしている。
2022年11月10日、A代表未経験ながらリーグ戦での活躍（メンバー発表時点ではリーグ戦で10得点を挙げ、得点ランキングはクリストファー・エンクンクに次ぐ2位）が認められカタールW杯に向けた26人のメンバーのうちの1人に選出された｡11月16日、本大会直前のテストマッチとして開催されたオマーン代表との親善試合でA代表デビューと初ゴールを決めると、本大会ではグループリーグ第2戦のスペイン戦で0-1とリードを許す中で途中出場から同点ゴールを挙げ、勝ち点1獲得に貢献、最終節のコスタリカ戦でも1ゴールを挙げた。
2024年、UEFA EURO 2024、グループリーグ初戦のスコットランドとの対戦で途中出場から1得点を決め、グループリーグ最終節のスイス戦では途中出場から試合終了間際に同点ゴールを決め、チームのグループリーグ首位通過に貢献した。

## 代表歴
出場大会
- 2022 FIFAワールドカップ : 3試合2得点（グループリーグ敗退）
- UEFA EURO 2024

### 試合数
2024年6月25日現在
- 国際Aマッチ 19試合13得点（2022年 - ）[14]

| ドイツ代表 | 国際Aマッチ | 国際Aマッチ |
| 年         | 出場        | 得点        |
| ---------- | ----------- | ----------- |
| 2022       | 4           | 3           |
| 2023       | 9           | 7           |
| 2024       | 6           | 3           |
| 通算       | 19          | 13          |

### 得点
| #  | 開催日         | 開催地                                                             | 対戦国         | スコア | 結果 | 大会                    |
| -- | -------------- | ------------------------------------------------------------------ | -------------- | ------ | ---- | ----------------------- |
| 1  | 2022年11月16日 | マスカット、スルタン・カーブース・スポーツコンプレックス           | オマーン       | 0-1    | 0-1  | 親善試合                |
| 2  | 2022年11月27日 | アル＝ハウル、アル・バイト・スタジアム                             | スペイン       | 1-1    | 1-1  | 2022 FIFAワールドカップ |
| 3  | 2022年12月1日  | アル＝ハウル、アル・バイト・スタジアム                             | コスタリカ     | 4-2    | 4-2  | 2022 FIFAワールドカップ |
| 4  | 2023年3月25日  | マインツ、コファス・アレーナ                                       | ペルー         | 1-0    | 2-0  | 親善試合                |
| 5  | 2023年3月25日  | マインツ、コファス・アレーナ                                       | ペルー         | 2-0    | 2-0  | 親善試合                |
| 6  | 2023年3月28日  | ケルン、ラインエネルギーシュタディオン                             | ベルギー       | 1-2    | 2-3  | 親善試合                |
| 7  | 2023年6月12日  | ブレーメン、ヴェーザーシュタディオン                               | ウクライナ     | 1-0    | 3-3  | 親善試合                |
| ８ | 2023年10月14日 | イーストハートフォード、プラット・アンド・ホワイトニー・スタジアム | アメリカ合衆国 | 2-1    | 3-1  | 親善試合                |
| ９ | 2023年10月17日 | フィラデルフィア、リンカーン・フィナンシャル・フィールド           | メキシコ       | 2-2    | 2-2  | 親善試合                |
| 10 | 2023年11月18日 | ベルリン、ベルリン・オリンピアシュタディオン                       | トルコ         | 2-2    | 2-3  | 親善試合                |
| 11 | 2024年3月26日  | フランクフルト・アム・マイン、ヴァルトシュタディオン               | オランダ       | 2-1    | 2-1  | 親善試合                |
| 12 | 2024年6月14日  | ミュンヘン、アリアンツ・アレーナ                                   | スコットランド | 4-0    | 5-1  | UEFA EURO 2024          |
| 13 | 2024年6月23日  | フランクフルト、ヴァルトシュタディオン                             | スイス         | 1-1    | 1-1  | UEFA EURO 2024          |

## タイトル

### 個人
- ブンデスリーガ得点王：2022-23